# Astragalus greggii
Astragalus greggii es una especie de planta del género Astragalus, de la familia de las leguminosas, orden Fabales.

## Distribución
Astragalus greggii se distribuye por México.

## Taxonomía
Fue descrita científicamente por S. Wats. Fue publicada en Proc. Amer. Acad. Arts 17: 343 (1882).